# Sergueï Radlov
Sergueï Ernestovitch Radlov (en russe : Серге́й Эрне́стович Ра́длов), né le 4 septembre 1892 à Saint-Pétersbourg et mort le 27 octobre 1958 à Riga, est un metteur en scène russe et soviétique.

## Biographie
Sergueï Radlov est le fils du philosophe Ernest Radlov (1854-1928). En 1914, il épouse Anna Dmitrievna Darmolatova (1891-1949), poétesse et traductrice dans le sillage de Mikhaïl Kouzmine. Il fait ses études à la faculté d'histoire et de géographie de l'université d’État de Saint-Pétersbourg et en sort diplômé en 1916. Les années 1913-1917 sont marquées par sa collaboration avec Vsevolod Meyerhold notamment  dans l'atelier de la rue Borodinskaïa et dans la revue L'Amour pour trois oranges". 
En 1918, il fonde le Théâtre des productions expérimentales, qui ne dure pas. En 1919, il travaille au Théâtre de la Maison du Peuple et au Théâtre "Studio". En novembre 1919, il fonde le Théâtre du divertissement artistique, rebaptisé en janvier 1920 Théâtre de la comédie populaire, qu'il dirige jusqu'à sa fermeture en janvier 1922. 
Il est directeur artistique du Théâtre Pouchkine en 1931-1934 et 1936-1938. Parallèlement il dirige son propre théâtre fondé en 1928, où il adapte principalement les œuvres de Shakespeare : Othello (1932), Roméo et Juliette (1934, 1939), Hamlet (1938).
En 1940, il met en scène La Fille sans dot d'Alexandre Ostrovski. En 1935, il met en scène Othello au théâtre Maly et Le Roi Lear au GOSET - le théâtre juif d’État de Moscou.
En 1943, alors que le théâtre a été replié à Piatigorsk, la Wehrmacht occupe la ville; les Allemands envoient certains de ses acteurs dont les Radlov à Zaporijié, puis à Berlin. Sergueï et Anna Radlov sont à la fin de l'Occupation dans le midi de la France, puis ils s'installent à Paris après  la guerre. 
A la suggestion de la mission soviétique en 1945, la famille Radlov retourne en URSS. Ils sont arrêtés, accusés de trahison contre leur patrie et de coopération avec les envahisseurs et envoyés dans un camp près de Rybinsk pendant dix ans. Anna Radlova meurt d'un infarctus au camp de Pebory près de Rybinsk en 1949, Sergueï Radlov est libéré en 1953, mais sans réhabilitation et sans droit de résidence à Moscou et à Léningrad.
Après sa libération, Radlov travaille comme metteur en scène au Théâtre dramatique russe de Daugavpils. Il met en scène le drame de Yaroslav Galan L'Amour à l'aube (1953), la comédie de Carlo Goldoni, Mariage sur l'amitié et Hamlet (1954). Un an plus tard, il se rend également au Théâtre d'art dramatique russe de Riga, où il poursuit Shakespeareanu. Il met en scène Le Roi Lear (1954), Macbeth (1957), au Théâtre pour jeunes spectateurs de Riga en 1955 - Roméo et Juliette (avec P. Khomsky, le futur directeur en chef du Théâtre Mossoviet de Moscou) et un certain nombre d'œuvres du répertoire classique (Night of mistakes de Goldsmith, Fantômes d'Ibsen, Tevye Molotchnik de Sholom Aleichem et plusieurs pièces d'auteurs soviétiques).

Mort à Riga, Sergueï Radlov est enterré au cimetière Rainis. Sur sa pierre tombale sont gravées les dernières paroles d'Hamlet adressées à Horatio traduits par Anna Radlova : 
« Oh ! fi, Horatio ! si tu meurs, — que de calomnies tu laisseras après toi ! — Quelle langue pourra dire l’histoire vraie de nos morts, — si ce n’est d’après ton récit ? »